# 活化T細胞核因子
活化T細胞核因子（英語：Nuclear factor of activated T-cells，缩写NFAT）是轉錄因子的一類，在免疫反應中扮演著重要的角色。免疫系統中的大多數細胞都會有著一個或多個NFAT家族的成員蛋白的表达，此外，NFAT也會參與心臟、骨骼肌和神經等系統的發育。
NFAT最初被發現是T细胞中白细胞介素-2（IL-2，也就是T細胞免疫反應的調節劑）的激活劑。後來，研究進一步的發現了NFAT在很多身體系統的調節中也有重要的作用。NFAT轉錄因子參與很多日常身體調節，也會引發多種疾病，例如炎症性腸病和多種癌症。目前科學家也在嘗試以NFAT作爲多種疾病的藥物靶點。

## 成員
NFAT轉錄因子包含NFATc1、NFATc2、NFATc3、NFATc4和NFAT5五個成員。NFATc1至NFATc4受钙信号调节。而NFAT5是最新發現的成員，有與其他NFAT成員不同的特徵。
鈣信號對於NFATc1至NFATc4的激活非常重要，钙调蛋白（CaM）是一種常見的鈣傳感蛋白，可激活蛋白絲氨酸/蘇氨酸磷酸酶鈣調磷酸酶（CN）。激活的CN與位於NFATc1至NFATc4的N端調節域上的結合位點結合，並快速地把位處NFAT蛋白N端的絲氨酸富集區（Serine-rich region，SRR）和SP重複序列去磷酸化。去磷酸化導致構象變化，核定位序列被暴露，促進核轉位。
此外，NFAT5的N端調節域缺少一個重要構造，而該構造包含上述與激活的CN結合的結合位點，導致NFAT5不受鈣信號傳導影響。可是，在滲透脅迫期間，絲裂原活化蛋白激酶（MARK）會控制相關反應。在高滲環境下，NFAT5會被運送到細胞核，激活數個滲透保護基因轉錄。因此，在腎髓質、皮膚和眼睛，以及胸腺和激活的淋巴細胞中會發現NFAT5。

## 臨床作用

### 發炎
科學家在LRRK2基因編碼（富亮氨酸重复激酶2）發現了炎症性腸病（IBD）的易感基因位點，顯示NFAT能夠調節IBD。激酶LRRK2是NFATc2的抑制劑，在缺乏LRRK2的小鼠中可發現巨噬細胞中NFATc2的活性增加，使引發嚴重結腸炎的NFAT依賴性細胞因子增加。
NFAT也在類風濕性關節炎（RA）中有重要角色，RA是一種有强勁促炎成分的自身免疫疾病。TNF-α（腫瘤壞死分子）是促炎細胞因子，可激活巨噬細胞中的鈣調神經磷酸酶-NFAT通路。此外抑制雷帕霉素靶蛋白（mTOR）通路可減低關節炎症和侵蝕，故mTOR通路與NFAT之間有相互作用，是類風濕性關節炎發炎過程中的關鍵。